# Châtres-la-Forêt
Châtres-la-Forêt era una comuna francesa que estaba situada en el departamento de Mayenne, de la región de Países del Loira que el 1 de enero de 2019 pasó a formar parte de la comuna nueva de Évron como comuna delegada.

## Demografía
| Gráfica de evolución demográfica de Châtres-la-Forêt entre 1800 y 2021 |
|                                                                        |

Los datos demográficos contemplados en este gráfico de la comuna de Châtres-la-Forêt se han cogido de 1800 a 1999 de la página francesa EHESS/Cassini, y los demás datos de la página del INSEE.